# 埃弗雷特·沃辛頓
埃弗雷特·沃辛頓（Everett Worthington）是維珍尼亞聯邦大學的持牌臨床心理學家及心理學教授， 主力研究寬恕及其他美德、宗教及靈性的臨床應用，以希望為中心的婚姻輔導的方法。 埃弗雷特·沃辛頓撰寫了30多本書，  涉及的主題包括：他人的寬恕、自我寬恕、性格強項、宗教和心理、以及婚姻輔導。

## 學習及職業生涯
埃弗雷特·沃辛頓出生於美國田納西州的諾克斯維爾，就讀於田納西州諾克斯維爾大學，並於1968年獲得了核工程學的學士學位。他在麻省理工學院獲得了原子能委員會特別獎學金。 在1970年至1974年期間，埃弗雷特·沃辛頓擔任了美國海軍軍官，在馬雷島海軍造船廠的海軍核動力學校教授核物理。然後，他於1974年至1978年在密蘇里州哥倫比亞的密蘇里大學就讀輔導心理學，並獲得了文學碩士學位和博士學位。此後，埃弗雷特·沃辛頓一直在維珍尼亞聯邦大學任教心理學課程。
在1990年代中期，埃弗雷特·沃辛頓在弗吉尼亞聯邦任心理健康計劃委員會主任。從1998年到2005年，埃弗雷特·沃辛頓擔任非牟利組織〝寬恕研究運動〞的執行董事兼財務主管，該公司募集了640萬美元，用於資助有關寬恕的研究。.在2005年，埃弗雷特·沃辛頓擔任了劍橋大學及香港大學的客席教授。埃弗雷特·沃辛頓在研究，教學和服務方面獲得了無數獎項，並且在2009年，埃弗雷特·沃辛頓獲得了維珍尼亞聯邦大學的最高榮譽，維珍尼亞聯邦大學卓越獎。埃弗雷特·沃辛頓是美國心理學會的會員。

## 研究
埃弗雷特·沃辛頓在一開始時研究寬恕作為一種臨床方法，並指出他在進行婚姻輔導時，大多數夫妻都有無法寬恕對方的問題，而這些問題防礙改善他們的婚姻關係。 埃弗雷特·沃辛頓與學生邁克爾·麥卡洛及史蒂文·桑達奇合作，發展出REACH寬恕方法。REACH寬恕方法已經在世界各地進行了的22項隨機臨床測試。此外，REACH寬恕方法已被廣泛使用於心理治療。

### REACH寬恕的過程
- 回想(Recall)我們被傷害的過程。透過回想，我們才能正視我們的確曾經被傷害過的事實並想辦法面對它。在回想的過程中，我們也要立下寬恕別人的決心，這樣才能正式開始寬恕的過程。
- 建立同理心(Empathize)。我們要嘗試站在對方的角度思考，明白對方的情緒和感受。為甚麼他們要傷害我們呢？有些時候，那些傷害我們的人內心其實很脆弱，他們無法承受自己的負面情緒，便透過傷害把這些情緒轉嫁到他人身上。透過站在對方的角度思考，我們就會能理解甚至同情對方。
- 把寬恕當作一份利他(Altruistic)的禮物並送給對方。想一下小時候做錯事的時候，我們的父母、師長、朋友是否曾寬容地原諒了我們？若是我們曾經得到別人的寬恕，那麼我們也可以把寬恕當作一份禮物送給傷害過我們的人，讓他們好過一點，也讓自己輕鬆一點。
- 給自己一些承諾(Commit)，記住我們已經寬恕了對方。埃弗雷特·沃辛頓建議我們可以把這些承諾寫下，如：「我在今天已經原諒了某某。」這樣我們才能對自己作出不能反悔的承諾。
- 要堅持(Hold on)自己的承諾，維持對對方的寬恕。當我們開始懷疑自己是否真的原諒了對方，或又開始想起對方所給予的傷害時，我們可以重溫寫下了的承諾，提醒自己真的放下了。

## 著作
- 《為愛寬恕》
- 《當代婚姻協談手冊》嚴彩琇翻譯
- 《盼望為本的婚姻輔導：短期治療指南》石彩燕翻譯